# Lasy Kozłowieckie
Lasy Kozłowieckie – duży kompleks leśny (największy w pobliżu Lublina), usytuowany na Wysoczyźnie Lubartowskiej w pobliżu Kozłówki.
Obejmuje obszar podłużnego pasa, ograniczonego od zachodu stawami w Samoklęskach,  a od wschodu bagnami u ujścia Bystrzycy do Wieprza. Przez ich teren przepływają rzeki Minina, Krzywa Rzeka, Ciemięga. Większa część kompleksu (od Samoklęsk po Niemce) wchodzi w skład Kozłowieckiego Parku Krajobrazowego; na terenie tym znajduje się też rezerwat Kozie Góry.
Obszar Lasów Kozłowieckich jest cenny przyrodniczo, gdyż posiada zróżnicowany drzewostan z fragmentami o składzie zbliżonym do naturalnego. Obfituje on w łąki, polany, bagna, torfowiska, stawy, a także kilka niewielkich osad rolniczych. We florze jest wiele gatunków zagrożonych: dąb bezszypułkowy (chroniony w rezerwacie Kozie Góry) czy wawrzynek wilczełyko. Lasy Kozłowieckie mają dobre warunki dla ptaków, toteż gnieżdżą się tu myszołów, bielik, puszczyk. Występują też ssaki: jelenie, sarny, dziki i daniele (sprowadzone w 1962). Są one także jednym z czterech naturalnych siedlisk żółwi w Polsce (żółw błotny, żyjący na bagnach). Ich teren można częściowo zwiedzać pieszo lub rowerem i w ograniczonym zakresie samochodem; są popularnym celem dla turystów.